# DEFCON (videojogo)
DEFCON (estilizado como DEFCOИ e às vezes subintitulado Everybody Dies na versão norte-americana e Global Thermonuclear War na versão europeia) é um jogo de estratégia em tempo real criado pela desenvolvedora britânica independente Introversion Software. A jogabilidade é uma simulação de uma guerra nuclear global, com o ecrã do jogo lembrando os "tabuleiros grandes" que representavam visualmente a guerra termonuclear em filmes como Dr. Strangelove, Fail-Safe e, especialmente, WarGames.
O jogo está disponível para download desde 29 de setembro de 2006 na loja virtual da Introversion e na Steam. Em 5 de abril de 2007, a editora Encore anunciou que publicaria o jogo nos Estados Unidos e havia encomendado inicialmente 50.000 cópias do jogo para o retalho. No Reino Unido, foi lançado para o varejo em 15 de junho de 2007 e por um período limitado incluiu o primeiro jogo do desenvolvedor, Uplink.

## Jogabilidade
Os jogadores recebem um mapa-mundo com tema de computador e gráficos vetoriais dos anos 80, um arsenal variado de armas nucleares e convencionais e um objetivo principal: destruir o máximo possível da população inimiga, enquanto a sua própria população é destruída o mínimo possível. Um jogo típico terá milhões de baixas civis (megamortes) enquanto os jogadores tentam aniquilar os seus oponentes.
Na maioria dos jogos, todos os lados sofrem pesadas perdas, mas o jogador com a maior pontuação vence. As pontuações dos jogadores são determinadas de acordo com um dos três esquemas: Padrão (ganha 2 pontos para 1 mega morte causada, perde 1 ponto para 1 mega morte sofrida), Sobrevivente (ganha 1 ponto para cada milhão de sobreviventes no território do jogador) ou Genocídio (ganha 1 ponto para cada mega morte causada); embora funcionalmente idênticos em um conflito um contra um, cada esquema de pontuação sugere grandes diferenças de estratégia em conflitos multijogador maiores.
O tempo de jogo pode ser variado configurando a velocidade com que os eventos progridem em tempo real (1 segundo no jogo:1 segundo fora do jogo) a 20 vezes em tempo real. A maioria dos jogos dura de 30 a 40 minutos, enquanto a jogabilidade em tempo real pode durar mais de oito horas, dependendo do modo de pontuação. Há também um modo de jogo "Escritório", no qual o jogo é permanentemente em tempo real e pode ser minimizado para rodar em segundo plano em relação a outras atividades do computador, permitindo que o jogador faça check-in apenas quando eventos importantes ocorrerem e apenas pelo tempo necessário para modificar as ordens permanentes de cada um dos seus ativos. O jogo oferece seis territórios que podem ser selecionados por um jogador ou atribuídos a um oponente de IA.
DEFCON é um jogo de estratégia em tempo real simplificado, sem produção de unidades (exceto pela regeneração automática de caças), coleta de recursos ou melhorias na árvore tecnológica. Os jogadores escolhem e posicionam as suas forças no início do jogo. Um sistema de contagem regressiva evita que as partidas se desintegrem prematuramente. A jogabilidade começa no nível de alerta DEFCON 5 e segue em contagem regressiva até DEFCON 1 (o nível de alerta mais alto). Cada melhoria no nível de alerta traz mais possibilidades.
Ao atingir o DEFCON 1, o jogo prossegue até que uma determinada percentagem (80% por padrão) do número total de mísseis nucleares disponíveis para todos os jogadores tenha sido lançada ou destruída. Quando isto ocorre, uma contagem regressiva para a vitória começa (45 minutos de jogo por padrão) e a pontuação final é anunciada quando esta contagem regressiva termina.
Um jogo DEFCON pode hospedar até seis jogadores humanos ou de IA. DEFCON também oferece capacidade multijogador local, ou seja, em LAN, porém o metasservidor é usado para encontrar jogos de qualquer maneira. Alianças podem ser formadas, rompidas ou renegociadas à vontade com jogadores humanos. Alianças com jogadores controlados pela CPU só podem ser estabelecidas no início do jogo. Jogadores aliados compartilham a cobertura do radar e a linha de visão, mas não existe vitória aliada e existe apenas um vencedor. Isto significa que quase todas as alianças são rompidas ao final do jogo. O designer-chefe Chris Delay explica:
| “ | Vimos membros de alianças a abater aviões aliados por cima deles, acreditando que estavam a patrulhar a área em busca de alvos, preparando-se para um ataque. Isto resulta em discussões nos canais de chat, seguidas de escaramuças no mar, seguidas de retaliações, até que finalmente toda a aliança entra em colapso e todos começam a bombardear-se com bombas atómicas. É incrível. | ” |

O sistema de chat apresenta um canal público, no qual todos os jogadores se podem comunicar, bem como canais privados para alianças específicas e mensagens privadas diretas entre jogadores.

### Modo de diplomacia
Todos os jogadores começam como membros de uma única aliança e tentam manter-se no topo enquanto a aliança se desintegra. A pontuação é determinada não pela população inimiga morta, mas por qual território tem a maior percentagem de sobreviventes ao final do jogo.

### Modo de escritório
No modo escritório, o jogo roda em tempo real e não pode ser acelerado. O jogo pode ser rapidamente forçado a ficar em segundo plano, disponibilizando o computador para outros usos. Enquanto o jogo continua a rodar em segundo plano, um ícone na bandeja do sistema notificará o jogador sobre certos eventos conforme eles ocorrem. A tecla de atalho do modo escritório, às vezes chamada de tecla do chefe, é ativada pressionando-se a tecla Escape duas vezes em rápida sucessão. Um jogo no modo escritório não dura mais do que seis horas. A tecla do chefe está disponível em todos os modos de jogo, mas foi projetada especificamente para este modo.

### Modificações
Os utilizadores podem modificar arquivos de textura, som, localização, etc., encontrados nos arquivos de programa do jogo. O código-fonte está disponível para compra, mas a sua versão distribuída foi modificada para ser incompatível com os binários oficiais. O link para compra costumava estar disponível na loja oficial da Introversion, porém o site foi reformulado em setembro de 2016 e agora só pode ser encontrado em cópias arquivadas. Um fórum de mods está disponível nos fóruns oficiais, e uma lista criada por utilizadores (domínio aberto) estava listada no site oficial antes da reformulação.

## Recepção
DEFCON recebeu críticas "favoráveis" de acordo com o site de agregação de críticas Metacritic.
O 1UP.com disse: "Este pode ser o melhor pedaço de 'budgetware' já produzido, com tanto a oferecer em termos de estratégia quanto jogos RTS com três vezes o seu custo", elogiando a interface "elementar" e chamando a profundidade estratégica de "enorme". 1UP também elogiou os visuais, chamando-o de "um dos jogos de PC mais bonitos do ano". A Edge disse que DEFCON "valeu a pena apenas pela apresentação". O Eurogamer comentou que era "o menos ambicioso dos jogos da Introversion em termos de design" e "as suas limitações são as do escopo básico do jogo", enquanto elogiava DEFCON  como"um jogo tão puro e direto quanto a sua inspiração".
Os editores da Computer Games Magazine concederam ao DEFCON o prémio de "Melhor Jogo de Baixo Custo" de 2006. O jogo ficou em segundo lugar na lista dos 10 melhores jogos de computador do ano. Também ganhou o prémio de "Melhor Jogo Indie" da  PC Gamer US em 2006.
Um estudo da Universidade Concordia perguntou aos participantes sobre uma guerra nuclear, incluindo a probabilidade de uma acontecer ou se conseguiriam sobreviver a uma, e dividiu-os em dois grupos: um que jogou DEFCON e o outro que leu artigos sobre armas nucleares. Após repetir as perguntas, o estudo concluiu que aqueles que jogaram DEFCON eram menos propensos a acreditar que sobreviveriam a uma guerra nuclear, mas também menos propensos a acreditar que uma poderia acontecer.